# Magyarország az 1928. évi téli olimpiai játékokon
Magyarország a svájci St. Moritzban megrendezett 1928. évi téli olimpiai játékok egyik részt vevő nemzete volt, 4 sportág, összesen 6 versenyszámában 13 férfi versenyző képviselte. A magyar atléták nem szereztek érmet és pontot sem. Ez ugyanolyan, mint az előző, Chamonix-i olimpián elért eredmény.
A megnyitóünnepségen a magyar zászlót a sífutó és északiösszetett-versenyző Szepes Gyula vitte.

## Eredményesség sportáganként
Az alábbi táblázat összefoglalja a magyar versenyzők szereplését. A sportág neve mögött zárójelben lévő szám jelzi, hogy az adott szakág hány versenyszámában indult magyar sportoló.
Az egyes oszlopokban előforduló legmagasabb érték vagy értékek vastagítással kiemelve.

Az olimpiai pontok számát az alábbiak szerint lehet kiszámolni: 1. hely – 7 pont, 2. hely – 5 pont, 3. hely – 4 pont, 4. hely – 3 pont, 5. hely – 2 pont, 6. hely – 1 pont.
| Sportág              | Helyezések száma | Helyezések száma | Helyezések száma | Helyezések száma | Helyezések száma | Helyezések száma | Olimpiai pont | Indulók száma | Indulók száma | Indulók száma |
| Sportág              |                  |                  |                  | 4.               | 5.               | 6.               | Olimpiai pont | Férfi         | Nő            | Össz.         |
| Északi összetett (1) | 0                | 0                | 0                | 0                | 0                | 0                | 0             | 1             | 0             | 1             |
| Gyorskorcsolya (3)   | 0                | 0                | 0                | 0                | 0                | 0                | 0             | 1             | 0             | 1             |
| Jégkorong (1)        | 0                | 0                | 0                | 0                | 0                | 0                | 0             | 10            | 0             | 10            |
| Sífutás (1)          | 0                | 0                | 0                | 0                | 0                | 0                | 0             | 2             | 0             | 2             |
|                      |                  |                  |                  |                  |                  |                  |               |               |               |               |
| Összesen             | 0                | 0                | 0                | 0                | 0                | 0                | 0             | 13            | 0             | 13            |

## Északi összetett
| Versenyző    | Sífutás       | Sífutás       | Sífutás       | Síugrás  | Síugrás  | Síugrás | Síugrás | Összesítés | Összesítés |
| Versenyző    | Sífutás       | Sífutás       | Sífutás       | 1. ugrás | 2. ugrás | Össz.   | Össz.   | Összesítés | Összesítés |
| Versenyző    | Idő           | Pont          | Hely.         | Távolság | Távolság | Pont    | Hely.   | Pont       | Helyezés   |
| ------------ | ------------- | ------------- | ------------- | -------- | -------- | ------- | ------- | ---------- | ---------- |
| Szepes Gyula | nem ért célba | nem ért célba | nem ért célba | kiesett  | kiesett  | kiesett | kiesett | kiesett    | kiesett    |

## Gyorskorcsolya
| Versenyző     | Versenyszám | Eredmény | Helyezés |
| ------------- | ----------- | -------- | -------- |
| Eötvös Zoltán | 500 m       | 46,8     | 19.      |
| Eötvös Zoltán | 1500 m      | 2:27,9   | 10.      |
| Eötvös Zoltán | 5000 m      | 9:34,4   | 20.      |

## Jégkorong

### Csapattagok
| Név             | Mérkőzések száma | Gólok száma | Helyezés |
| --------------- | ---------------- | ----------- | -------- |
| Barcza Miklós   | 3                | 0           | 11.      |
| Barna Frigyes   | 3                | 0           | 11.      |
| Heinrich Tibor  | 2                | 0           | 11.      |
| Krempels Péter  | 2                | 0           | 11.      |
| Krepuska István | 1                | 0           | 11.      |
| Lator Géza      | 3                | 0           | 11.      |
| Minder Sándor   | 3                | 1           | 11.      |
| Ordódy Béla     | 1                | 0           | 11.      |
| Révay József    | 3                | 0           | 11.      |
| Weiner Béla     | 3                | 1           | 11.      |

### Eredmények
Csoportkör
A csoport
| Csapat         | M | Gy | D | V | G+ | G– | Gk | P |
| -------------- | - | -- | - | - | -- | -- | -- | - |
| Nagy-Britannia | 3 | 2  | 0 | 1 | 10 | 6  | +4 | 4 |
| Belgium        | 3 | 2  | 0 | 1 | 6  | 4  | +2 | 4 |
| Franciaország  | 3 | 2  | 0 | 1 | 6  | 5  | +1 | 4 |
| Magyarország   | 3 | 0  | 0 | 3 | 5  | 12 | –7 | 0 |

| 1928. február 11. | Franciaország | 2 – 0 (0–0, 2–0, 0–0) | Magyarország | St. Moritz, Svájc |

|  |  |  |  | Játékvezető: Poplimont |
|  |  |  |  |                        |
|  |  |  |  |                        |
|  |  |  |  |                        |

| 1928. február 12. | Belgium | 3 – 2 (0–1, 3–1, 0–0) | Magyarország | St. Moritz, Svájc |

|                                    |       |                  |  | Játékvezető: Dietrichsten |
| \| \| Gólok \| Minder, Weiner 1 \| |       |                  |  |                           |
|                                    |       |                  |  |                           |
|                                    |       |                  |  |                           |
|                                    | Gólok | Minder, Weiner 1 |  |                           |

| 1928. február 13. | Nagy-Britannia | 1 – 0 (1–0, 0–0, 0–0) | Magyarország | St. Moritz, Svájc |

|  |  |  |  | Játékvezető: Poplimont |
|  |  |  |  |                        |
|  |  |  |  |                        |
|  |  |  |  |                        |

| Csapat       | Helyezés |
| ------------ | -------- |
| Magyarország | 11.      |

## Sífutás
| Versenyző     | Versenyszám | Eredmény      | Helyezés      |
| ------------- | ----------- | ------------- | ------------- |
| Szepes Gyula  | 18 km       | nem ért célba | nem ért célba |
| Németh Ferenc | 18 km       | nem ért célba | nem ért célba |